# Summit (Misisipi)
Summit es un pueblo del Condado de Pike, Misisipi, Estados Unidos. Según el censo de 2000 tenía una población de 1.428 habitantes y una densidad de población de 328.2 hab/km².

## Demografía
Según el censo de 2000, había 1.428 personas, 589 hogares y 394 familias residiendo en la localidad. La densidad de población era de 328,2 hab./km². Había 658 viviendas con una densidad media de 151,2 viviendas/km². El 32,63% de los habitantes eran blancos, el 66,18% afroamericanos, el 0,07% asiáticos, el 0,14% de otras razas y el 0,98% pertenecía a dos o más razas. El 0,42% de la población eran hispanos o latinos de cualquier raza.
Según el censo, de los 589 hogares en el 33,4% había menores de 18 años, el 38,5% pertenecía a parejas casadas, el 24,3% tenía a una mujer como cabeza de familia y el 33,1% no eran familias. El 30,9% de los hogares estaba compuesto por un único individuo y el 13,6% pertenecía a alguien mayor de 65 años viviendo solo. El tamaño promedio de los hogares era de 2,41 personas y el de las familias de 3,03.
La población estaba distribuida en un 27,5% de habitantes menores de 18 años, un 8,9% entre 18 y 24 años, un 27,2% de 25 a 44, un 22,3% de 45 a 64 y un 14,1% de 65 años o mayores. La media de edad era 36 años. Por cada 100 mujeres había 83,8 hombres. Por cada 100 mujeres de 18 años o más, había 77,8 hombres.
Los ingresos medios por hogar en la localidad eran de 21.053 dólares ($) y los ingresos medios por familia eran 24.643 $. Los hombres tenían unos ingresos medios de 27.639 $ frente a los 17.000 $ para las mujeres. La renta per cápita para la ciudad era de 12.928 $. El 30,4% de la población y el 26,3% de las familias estaban por debajo del umbral de pobreza. El 46,3% de los menores de 18 años y el 26,1% de los habitantes de 65 años o más vivían por debajo del umbral de pobreza.

## Geografía
Según la Oficina del Censo de los Estados Unidos, la localidad tiene un área total de 4,4 km², todos ellos correspondientes a tierra firme.